# گالریوس
گالریوس با نام کامل گایوس گالریوس والریوس ماکسیمیانوس (به لاتین: Gaius Galerius Valerius Maximianus) (زادهٔ حدود ۲۵۰ – مه ۳۱۱) امپراتور روم از ۳۰۵ تا هنگام مرگش در ۳۱۱ بود.
در تاریخ ۲۹۷ میلادی گالریوس نرسه را شکست می‌دهد. بنا بر پیمان‌نامه نصیبین نرسه از ارمنستان و بین‌النهرین عقب‌نشینی می‌کند.
لاکتینیوس او را دشمن روم خوانده و ریشه این دشمنی را تلافی نابودی داس‌ها که نژاد مادر او بود، می‌داند. همچنین در کتاب پرآوازه خود دِ مورتیبوس پرسکوتوروم فصل ۲۷، آرزوی او را پیش از امپراتوری این می‌داند که آن را امپراتوری داسی بخوانند و نه امپراتوری روم.

## سال‌های آغازین و حکومت به‌عنوان سزار
گالریوس در حدود سال ۲۵۰ پس از میلاد در یک خانوادهٔ کشاورز ایلیری در نزدیکی سردیکا زاده شد. او در ابتدا به چوپانی مشغول بود و سپس وارد ارتش شد و زیر پرچم اورلیان و پروبوس خدمت کرد. در ۲۹۳ دیوکلتیان که امپراتوری بخش خاوری روم را برعهده داشت دست به تشکیل حکومتی چهار نفره متشکل از دو امپراتور و دو سزار زد و در یکم مارس ۲۹۳، گالریوس و کنستانتیوس کلوروس را که در آن زمان فرماندهان سپاه بودند به عنوان سزار انتخاب کرد. ماکسیمیان دیگر امپراتور حکومت چهارنفره بود که بر مناطق غربی روم فرمانروایی می‌کرد و کنستانتیوس کلوروس سزار او شد.
گالریوس به عنوان سزار نواحی خاوری زیر فرمان دیوکلتیان قرار گرفت و حکمرانی پانونیا، موئسیا و تراکیه در منطقهٔ قدرتمند بالکان و آسیانا در آسیای صغیر (ترکیهٔ امروزی) به او واگذار شد. بدین ترتیب مهم‌ترین مسئولیت او در این زمان نگاهبانی از منطقهٔ مرزی دانوب در برابر حملات گوت‌ها بود و او به دفع این حملات که در طی ۲۹۴ و ۲۹۵ بر فشارشان افزوده شده بود پرداخت. گالریوس سپس در طول ۲۹۶ و ۲۹۷ با سرمتیها و مارکومانیها مقابله نمود.

## جنگ با ساسانیان و تحمیل عهدنامه نصیبین به ایرانیان
دیوکلتیان در ۲۹۵ یا ۲۹۶ گالریوس را برای مقابله با نرسه، پادشاه ساسانی به شرق فرستاد. گالریوس از فرات گذشت اما به سختی از سپاه ایران در نزدیکی تیسفون شکست خورد و مجبور به عقب‌نشینی شد اما او در ۲۹۷ یا ۲۹۸ با گردآوری سپاهی قدرتمند بار دیگر به ایران لشکر کشید. او از ارمنستان گذشت و موفق شد تا قوای ایران را درهم شکسته و خزاین سلطنتی و حتی حرمسرای نرسه را نیز تصاحب کند. او سپس وارد میان‌رودان شد و تیسفون، پایتخت ساسانیان را فتح نمود. ایرانیان به دنبال این شکست مجبور به امضای عهدنامهٔ صلحی در ۲۹۸ با رومیان شدند که تماماً تأمین‌کنندهٔ منافع روم بود. به‌دنبال این عهدنامه استان میان‌رودان و مناطقی در حاشیهٔ رود دجله به امپراتوری روم واگذار شد.
گالریوس که پس از نخستین شکست حقارت‌بارش از ایرانیان، پیروزی بزرگی را به دست آورده بود توانست بر منزلت خود در نزد دیوکلتیان افزوده و نفوذ خود را بیشتر کند. حتی چنین پنداشته می‌شود که دیوکلتیان با ترغیب گالریوس دست به کشتار گستردهٔ مسیحیان زده باشد.

## حکومت به عنوان امپراتور

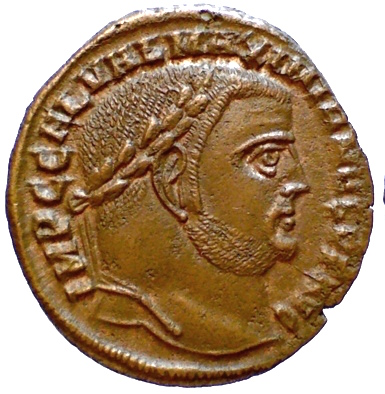
فولیس گالریوس - RIC اسکندریه 79

دیوکلتیان در اواخر ۳۰۴ به بیماری سختی مبتلا شد و در نتیجهٔ آن او در نیکومدیا و ماکسیمیان در مدیولانوم در ۱ مه ۳۰۵ از امپراتوری کناره‌گیری کردند. به‌دنبال این کناره‌گیری سزارهایشان گالریوس در شرق و کنستانتیوس کلوروس در غرب به امپراتوری رسیدند و ماکسیمینوس دایا و فلاویوس والریوس سوروس به‌عنوان سزارهای آن‌ها در شرق و غرب انتخاب شدند. باوجودی‌که کنستانتیوس کلوروس امپراتور ارشد بود ولی قدرت در دستان گالریوس قرار داشت و دو سزار که با دخالت او انتخاب شده‌بودند به گالریوس وفادار بودند. از سوی دیگر کنستانتین یکم، پسر کنستانتیوس کلوروس به عنوان گروگان در دربار گالریوس حضور داشت تا بدین ترتیب برتری او تضمین شود. با این حال وقوع حوادثی در سال ۳۰۶ پس از میلاد سبب شد تا این توازن قدرت برهم خورد.
کنستانتیوس کلوروس تنها یک سال پس از نشستن بر تخت امپراتوری در ژوئیهٔ ۳۰۶ درگذشت و گالریوس که اینک تنها امپراتور ارشد بود، فلاویوس والریوس سوروس را از سزاری به امپراتوری نواحی باختری ارتقاء مقام داد و کنستانتین را سزار او ساخت. اما ماکسنتیوس، پسر امپراتور مستعفی ماکسیمیان که از این توزیع قدرت ناراضی بود در رم دست به شورش زد و خود را در ۲۸ اکتبر ۳۰۶ امپراتور خواند. گالریوس، سوروس را همراه با سپاهی برای سرکوب ماکسنتیوس به سوی رم روانه کرد اما ماکسنتیوس برای جلب حمایت سپاه سوروس پدرش را ترغیب نمود تا قدرت را به‌طور مشترک با او در دست گیرد. به دنبال این کار سپاهیان سوروس که بیشترشان قبلاً در خدمت ماکسیمیان بودند به او و پسرش پیوستند و سوروس مجبور به فرار به راونا شد. ماکسیمیان به محاصرهٔ شهر پرداخت و با دادن وعده‌ٔ حفظ امنیت سوروس او را دستگیر و به عنوان گروگان به رم برد. گالریوس در ۳۰۷ به ایتالیا حمله کرد اما مجبور به عقب‌نشینی شد و ماکسنتیوس فرمان به اعدام فلاویوس والریوس سوروس داد.
در ۳۰۸ ماکسیمیان علیه پسرش ماکسنتیوس شورید و سعی کرد او را از قدرت برکنار سازد اما سربازان به ماکسنتیوس وفادار ماندند و ماکسیمیان مجبور به فرار به دربار کنستانتین در گل شد.
در ۱۱ نوامبر ۳۰۸، گالریوس برای پایان بخشیدن به این بی‌ثباتی سیاسی از دیوکلتیان و ماکسیمیان خواست تا در جلسهٔ شورای عمومی‌ای که در شهر نظامی کارنونتوم در دانوب علیا برگزار می‌شد شرکت نمایند. ماکسیمیان با فشار دیوکلتیان مجبور به کناره‌گیری دوباره از قدرت شد، کنستانتین و ماکسیمینوس دایا تنزل مقام یافتند و لیسینیوس، از همراهان وفادار به گالریوس با اعمال نفوذ او به عنوان امپراتور جدید روم باختری جایگزین سوروس فقید شد.

## بیماری و مرگ
گالریوس در ۳۱۱ برای جشن بیستمین سالگرد حضور خود به‌عنوان سزار و آگوستوس آماده می‌شد که ناگهان به بیماری‌ای سخت مبتلا گردید. این بیماری با التهاب شدید اندام‌های تناسلیش آغاز و به زخمی عمیق در بدنش منجر شد که خیلی زود کرم گذاشته، متورم شده و دچار فساد شد به نحوی که برخی از پزشکان گالریوس قادر به تحمل بوی بد آن نبودند و در نتیجه اعدام شدند. پزشکان دیگر نیز که به موفقیتی در درمان امپراتور دست نیافتند به مرگ محکوم شدند.
گالریوس که گمان می‌برد بیماریش به علت کشتار گستردهٔ مسیحیان اتفاق افتاده باشد در ۳۰ آوریل ۳۱۱ و در بستر بیماری فرمانی را مبنی بر توقف اعدام مسیحیان صادر کرد. از طرفی این نظریه نیز وجود دارد که فرمان از سوی کنستانتین یا لیسینیوس صادر شده و گالریوس تنها آن را تأیید کرده باشد. گالریوس تنها چند روز پس از امضای این فرمان‌بر اثر بیماری مخوف خود از پای درآمد و در اوایل مه ۳۱۱ مرد.
یوسبیوس کشیش آریانیسم معتقد است که «مشیت الهی […] علیه عامل این جنایت‌های ضدمسیحی اقدام کرد» و شرحی تصویری از مرگ گالریوس ارائه می‌دهد:
ناگهان، التهاب چرکی در وسط اندام تناسلی او ظاهر شد، سپس یک زخم و فیستولی عمیق که راه خود را به‌طور لاعلاجی به درونی‌ترین قسمت روده‌های او باز کردند. از زخم‌ها توده‌ای از کرم‌های غیرقابل توصیف بیرون آمد و بوی بدی به مشام می‌رسید، زیرا تمام بدن تنومندش، به لطف غذا خوردن بیش از حد، حتی قبل از بیماریش به توده‌ای بزرگ از چربی شل و ول تبدیل شده بود، که سپس تجزیه شد و به کسانی را که به او نزدیک می‌شدند، منظره‌ای هولناک عرضه می‌کرد.» اما گزارش‌های دیگر فقط نشان می‌دهند که گالریوس صرفاً بر اثر یک زخم عفونی مرده‌است، و مرگ سایر شکنجه‌گران مسیحیان نیز به شیوه‌ای نسبتاً وحشتناک توصیف شده‌است. در قرن چهارم و پنجم نویسندگان مسیحی نوعی مرگ کثیف و نفرت‌آور، چه در اثر بی‌اختیاری روده یا آلودگی دستگاه تناسلی به کرم، یا هر دوی آن را به عنوان عاقبت بد کسانی که «دشمن خدا» بودند، تصویر و ارائه می‌کردند.